# Koncertantní skladba
Koncertantní skladba je útvar, komponovaný výhradně pro koncertní provedení či společenskou událost typu ples apod. Takovými skladbami jsou např. všechny stylizované tance, např. Straussovy valčíky či Chopinovy mazurky.

## Příbuzná témata
- Koncert (hudební skladba)
- Tanec (hudební skladba)